# Kyle Julius
Kyle Nicholas Julius (Thunder Bay, 20 giugno 1979) è un ex cestista e allenatore di pallacanestro canadese con cittadinanza italiana.